# Крем для гоління

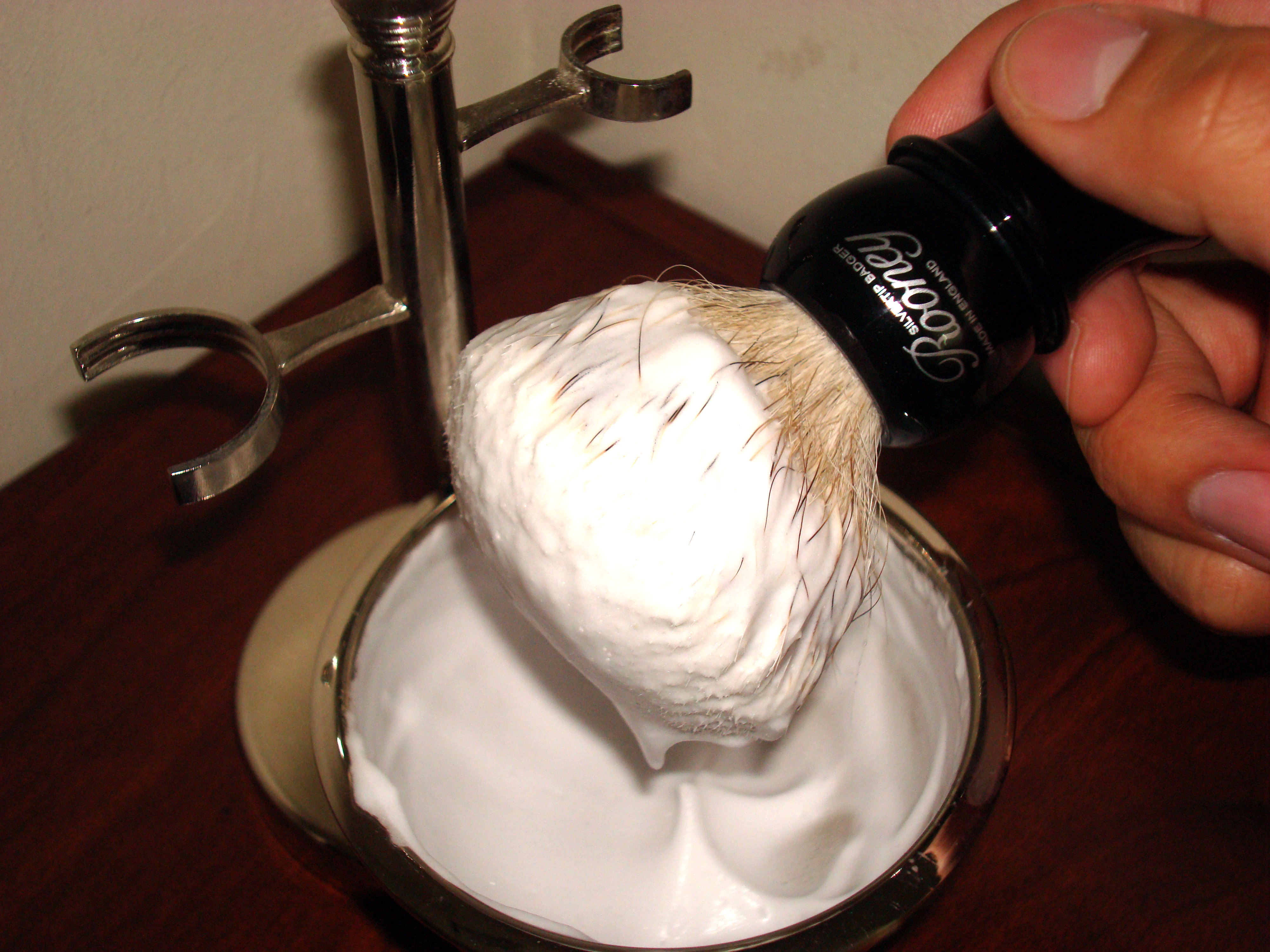
Крем для гоління, приготовлений щіткою для гоління

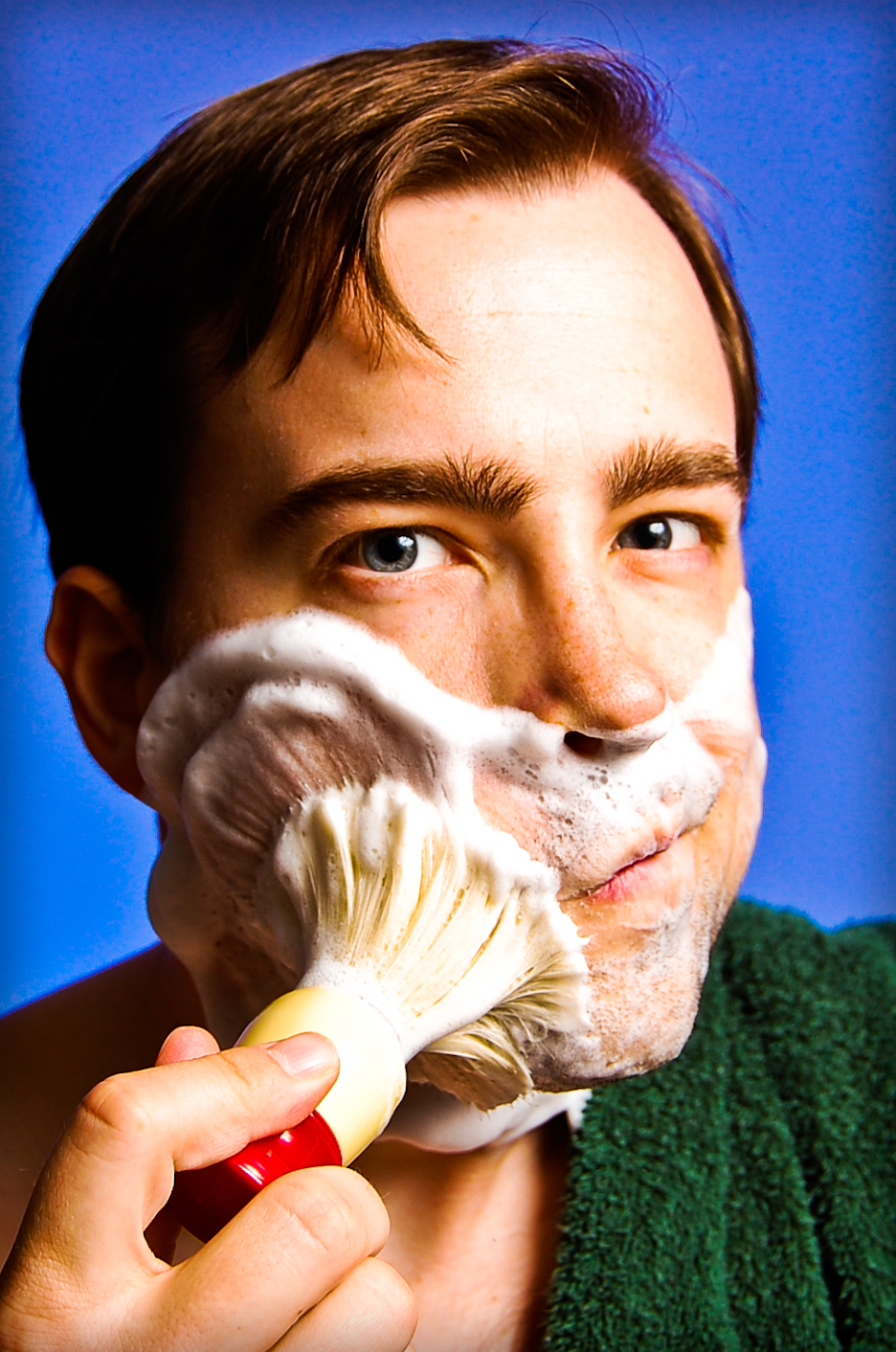
Чоловік використовує крем для гоління

Крем для гоління — кремоподібний косметичний засіб, що використовується для підготовки до гоління. Мета крему для гоління — пом'якшити волосся шляхом змащування.
Буває аерозольний крем для гоління (також відомий як піна для гоління) і крем для гоління без піни.
Креми для гоління зазвичай складаються з емульсії олив, мила або поверхнево-активних речовин і води. На додаток до мила, креми для гоління містять зволожувач для м'якшої консистенції та збереження зволоженості піни. З іншого боку, креми для гоління без щіток не містять мила і тому не утворюють піни. Вони включають суміш оливи у воді, до якої додають зволожувачі та інші інгредієнти. Аерозольні креми для гоління — це, в основному, піна для гоління в рідкій формі з додаванням пропелентів, рослинного воску та різних масел. 

## Історія

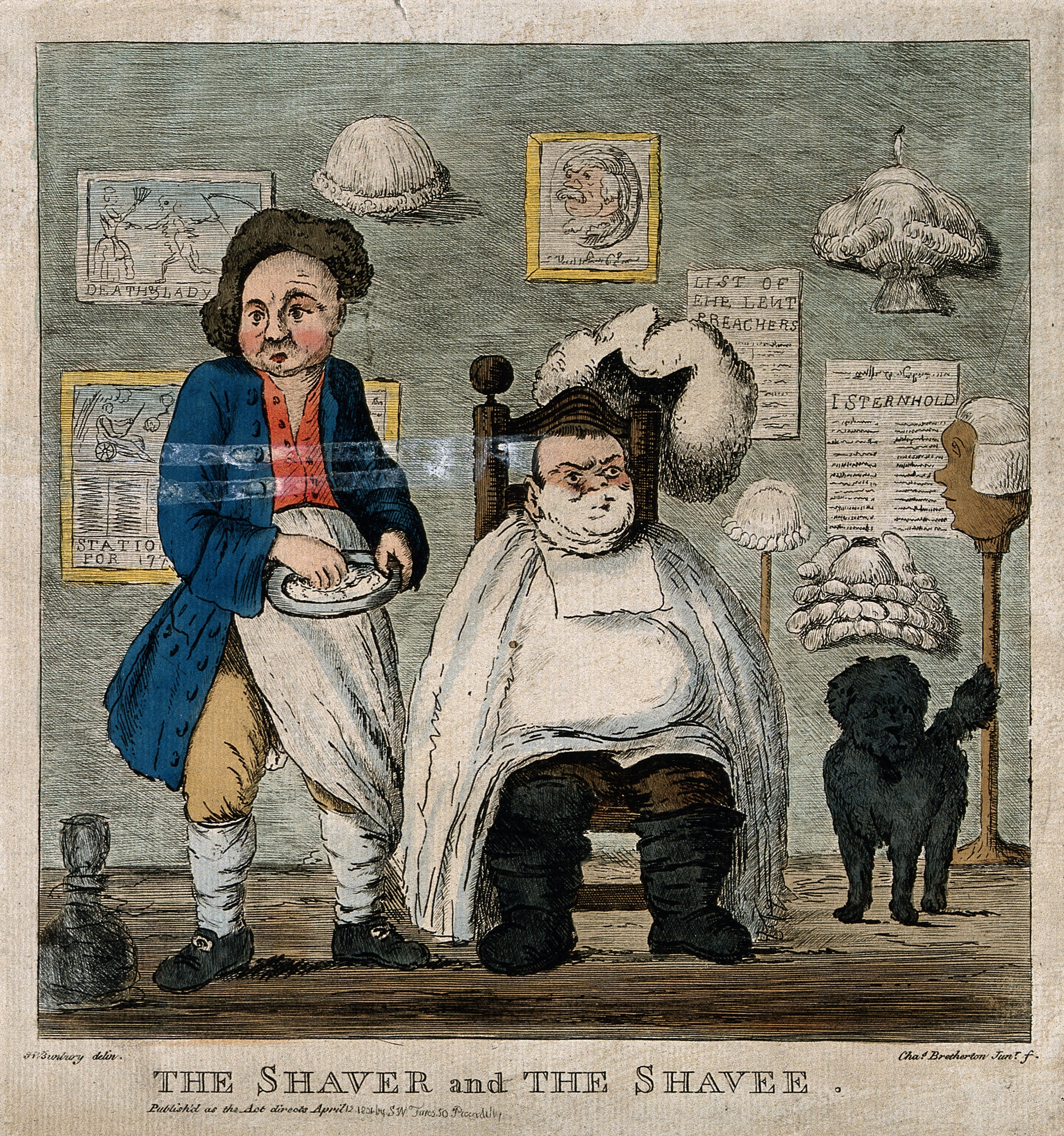
«Перукар готується поголити обличчя клієнта, який сидить», бл. 1801 року

Аналог крему для гоління був задокументований в Шумері приблизно за 3000 років до н. е. Ця речовина поєднувала деревний луг і тваринний жир та наносилася на бороду як засіб для гоління.
До початку 20-го століття використовували бруски або палички твердого мила. Пізніше почали продавати тюбики, що містили суміші масел і м'якого мила.
У 1919 році Френк Шилдс розробив перший крем для гоління. Інноваційний продукт з'явився на американському ринку під назвою Barbasol і запропонував чоловікам альтернативу щітці для натирання мила в піну. Спершу, Barbasol наповнювався та упаковувався повністю вручну в Індіанаполісі. Бренд все ще існує і наразі доступний у всьому світі.
Першою банкою крему для гоління під тиском був крем для гоління Rise, представлений у 1949 році. У наступне десятиліття цей формат зайняв дві третини американського ринку. Хлорфторвуглеводні (CFC) використовувалися як пропеленти, поки їх не заборонили наприкінці 1990-х через руйнування озонового шару. Їхнє місце зайняли газоподібні вуглеводні, такі як суміші пентану, пропану, бутану та ізобутану.
У 1970-х роках був розроблений гель для гоління. У 1993 році компанія Procter & Gamble запатентувала гелеву композицію після спінювання, яка після нанесення на шкіру перетворює гель в піну, поєднуючи в собі властивості як піни, так і гелю.

## Зміст
Креми для гоління містять 20–30 % мила [калій або триетаноламін (TEA)], приблизно до 10 % гліцерину, пом'якшувачі, емульгатори та піноутворювачі. Аерозолі — це розведені креми, що випускаються з балончиків під тиском за допомогою вуглеводневих пропелентів (приблизно до 10 %). Займистість вуглеводнів компенсується великою кількістю води в складі крему.
Пом'якшення бороди відбувається завдяки зволоженню волосся, яке також залежить від pH. Під час гоління електричною бритвою набрякання волосків небажане, і такі препарати використовують велику кількість спирту (50–80 %), щоб висушити шкіру та зробити волоски жорсткішими.